# Proxibarbal
Proxibarbital (Freiname: Proxibarbal) ist ein Arzneistoff aus der Gruppe der Barbiturate. Chemisch betrachtet ist es ein Barbitursäure-Derivat, welches in zwei stereoisomeren Formen vorkommt und als Racemat eingesetzt wurde. Es wurde 1964 von der Hommel AG patentiert und vor allem bei Migräne ("Axeen-Hommel") eingesetzt. Derzeit gibt es keine Präparate auf der Basis von Proxibarbital mehr.

## Rechtsstatus
Proxibarbital ist in der Bundesrepublik Deutschland aufgrund seiner Aufführung in der Anlage 3 BtMG ein verkehrsfähiges und verschreibungsfähiges Betäubungsmittel. Der Umgang ohne Erlaubnis oder Verschreibung ist grundsätzlich strafbar. Weitere Informationen sind im Hauptartikel Betäubungsmittelrecht in Deutschland zu finden.
International fällt Proxibarbital unter die Konvention über psychotrope Substanzen.